# Staffan Kjellin
Kjell Staffan Kjellin, född 23 oktober 1921 i Stockholm, död 16 april 2022 i Danderyds församling, Stockholms län, var en svensk arkitekt. 
Kjellin, som var son till lantmätare Ragnar Kjellin och Ester Holmgren, avlade studentexamen i Lidingö 1942 och utexaminerades från Kungliga Tekniska högskolan 1950. Han blev biträdande stadsarkitekt i Västerås stad 1956, vice stadsarkitekt i Sollentuna köping 1957 och stadsarkitekt i Danderyds köping 1962. Han blev vice stadsarkitekt i Danderyds kommun 1971 och var under 1980-talet stadsarkitekt där, tills han lämnade sin tjänst 1986.